# Lista de bairros de Santos
Esta é uma lista dos bairros da cidade paulista de Santos, aqui agrupados geograficamente:

## Área insular

### Zona da Orla e intermediária / Zona Leste
- Aparecida
- Boqueirão
- Embaré
- Gonzaga
- José Menino
- Pompeia
- Ponta da Praia[1]

### Área central eportuária
- Campo Grande
- Centro
- Encruzilhada
- Estuário
- Jabaquara
- Macuco
- Marapé
- Paquetá
- Porto Alemoa
- Porto Macuco
- Porto Paquetá
- Porto Ponta da Praia
- Porto Saboó
- Porto Valongo
- Saboó
- Valongo
- Vila Belmiro
- Vila Mathias
- Vila Nova
- Vila Rica

### Zona dos Morros
- Monte Serrat
- Morro Cachoeira
- Morro Caneleira
- Morro Chico de Paula
- Morro da Nova Cintra
- Morro Embaré
- Morro Fontana
- Morro Jabaquara
- Morro José Menino
- Morro Marapé
- Morro Pacheco
- Morro Penha
- Morro Saboó
- Morro Santa Maria
- Morro Santa Teresinha
- Morro São Bento

### Zona Noroeste
- Alemoa
- Areia Branca
- Bom Retiro
- Caneleira
- Chico de Paula
- Castelo
- Piratininga
- São Manoel
- Outeirinho
- Rádio Clube
- Saboó
- Santa Maria
- São Jorge
- Vila Haddad

## Área continental
- Barnabé
- Cabuçu
- Caruara
- Guarapará
- Ilha Diana
- Iriri
- Monte Cabrão
- Quilombo
- Sítio das Neves
- Trindade